# Palača Pitti
Palazzo Pitti je velika, predvsem renesančna palača v Firencah v Italiji. Stoji na južni strani reke Arno, blizu Ponte Vecchia. Jedro današnje palača je iz leta 1458 in je bila prvotno prebivališče Luca Pittija, ambicioznega florentinskega bankirja.
Palačo je družina Medici kupila leta 1549 in je postala glavno prebivališče vladajočih družin Velikega vojvodstva Toskane. Razvijala je kot velika zakladnica, saj so generacije zbirale slike, plošče, nakit in razkošne predmete.
V poznem 18. stoletju je bila palača uporabljena kot močna baza Napoleona in kasneje za kratek čas služil kot glavna kraljeva palača novo združene Italije. Palačo in njeno vsebino je leta 1919 italijanskemu ljudstvu podaril kralj Viktor Emanuel III..
Palača je zdaj največji muzejski kompleks v Firencah. Glavni blok, pogosto v stavbi te oblike imenovan Corps de Logis, ima 32.000 kvadratnih metrov. Razdeljen je na več glavnih galerij ali muzejev, podrobno opisanih v nadaljevanju.

## Zgodovina

### Zgodnje obdobje
Gradnja te resne in grozeče stavbe je bila naročena leta 1458, ki jo je naročil florentinski bankir Luca Pitti (1398-1472), glavni podpornik in prijatelj  Cosima de' Medici. Zgodnja zgodovina Palazzo Pitti je mešanica dejstev in mitov. Pitti naj bi naročil, naj bodo okna večja od vhoda v Palazzo Medici. Umetnostni zgodovinar iz 16. stoletja Giorgio Vasari je predlagal, da je bil Brunelleschi arhitekt palače in da je bil njegov učenec Luca Fancelli le njegov asistent pri nalogi, danes pa je ta na splošno pripisana Fancelliju. Poleg očitnih razlik v slogu starejšega arhitekta je Brunelleschi umrl 12 let pred začetkom gradnje palače. Zasnova in okna kažejo, da je bil neznan arhitekt bolj izkušen v utilitarno domači arhitekturi kot v humanističnih pravilih, ki jih je Alberti opredelil v svoji knjigi De Re Aedificatoria.
Čeprav je bila impresivna, prvotna palača ne bi bila konkurenčna rezidencam Medičejcev v smislu velikosti ali vsebine. Kdor je bil arhitekt Palazzo Pitti, se je gibal proti sodobnemu toku mode. Rustikalna kamnoseška gradnja daje palači resno in grozeče vzdušje, utrjena s trikrat ponavljajočo serijo odprtin, ki spominjajo na rimski akvadukt. Arhitektura v rimskem slogu je bila privlačila ljubezen Firenc v novem slogu all'antica. Ta izvirna zasnova je prestala preizkus časa: ponavljajoča se formula fasade se je nadaljevala med nadaljnjimi dodatki k palači, njen vpliv pa je viden v številnih imitacijah iz 16. stoletja in imitacijah v 19. stoletju. Delo se je ustavilo ko je Pitti utrpel finančne izgube po smrti Cosima de 'Medici leta 1464. Luca Pitti je umrl leta 1472 v nedokončani stavbi. 

### Medičejci
Stavba je leta 1549 prodal Buonaccorso Pitti, potomec Luca Pittija, Eleonori di Toledo. Eleonora, ki je bila iz razkošnega dvora v Neaplju, je postala žena Cosima I. de 'Medici v Toskani, kasneje Velikega vojvode. Ko se je preselila v palačo, je Cosimo Vasariju naročil povečati strukturo, da bi ustrezala njegovemu okusu; palača se je več kot podvojila z dodajanjem novega bloka vzdolž zadnje strani. Vasari je prav tako zgradil Vasarijev koridor, nadzemno pot iz stare Cosimove palače in sedeža vlade, Palazzo Vecchio, skozi Uffizi, nad Ponte Vecchio do Palazzo Pitti.  To je velikemu vojvodi in njegovi družini omogočilo, da se je enostavno in varno premikal iz svoje uradne rezidence v Palazzo Pitti. Ta se je prvotno uporabljala predvsem za sprejem uradnih gostov in občasne funkcije dvora, medtem ko je glavno rezidenčno mesto Medičejcev ostala Palazzo Vecchio. Šele v času vladavine Eleonorinega sina Francesca I. in njegove žene Johane Avstrijske je ta palačo trajno zasedla in postala središče umetniške zbirke Medičejcev. 
Zemljišče na hribu Boboli na zadnjem delu palače je bilo pridobljeno z namenom ustvariti velik uradni park in vrt, danes znan kot vrtovi Boboli. Krajinski arhitekt, ki je bil zaposlen za to, je bil dvorni umetnik Niccolò Tribolo, ki je umrl naslednje leto; kmalu ga je nadomestil Bartolommeo Ammanati. Prvotna zasnova vrtov je bila osredotočena na amfiteater, za corps de logis palače. Prva zapisana predstava, ki je bila izvedena, je bila Terenceva Andria leta 1476. Sledila so številna klasična dela florentinskih dramatikov, kot je Giovan Battista Cini. Nastalo za zabavo kultiviranega dvora Medičejcev, je bilo opremljeno s sedeži, ki jih je zasnoval dvorni arhitekt Baldassarre Lanci. 

## Cortilein razširitev
Ammanati se je z vrtnim projektom v roki obrnil k ustvarjanju velikega dvorišča takoj za glavno fasado, da bi povezal palačo z novim vrtom. To dvorišče ima močno pasovno kanalizirano rustiko, ki je bila v veliki meri kopirana, predvsem iz pariške palače Marije de 'Medici, Luksemburška palača. Na glavni fasadi je Ammanati ustvaril tudi finestre inginocchiate ("klečeča" okna, glede na njihovo domišljeno podobnost prie-dieu, Michelangelova metoda), ki na vsakem koncu zamenjuje vhodne prostore. V letih 1558-70 je Ammanati ustvaril monumentalno stopnišče, ki je vodilo z več pompa na piano nobile in razširil krila na sprednji strani vrta, ki so zajela dvorišče, izkopano v strmo pobočje na isti ravni kot piazza spredaj, od koder je bilo vidno skozi osrednji lok kleti. Na vrtni strani dvorišča je Amannati zgradil grotto, jamo z imenom »Mojzesova jama« zaradi kipa iz porfirja v njej. Na nadstropni terasi, s s piano nobile okni, je Ammanati zgradil vodnjak, usmerjen v osi; kasneje ga je zamenjala Fontana del Carciofo ('Vodnjak artičok'), ki ga je zasnoval nekdanji pomočnik Giambologna, Francesco Susini in je bil končan leta 1641. 
Leta 1616 je potekal natečaj za oblikovanje razširitev glavne urbane fasade s tremi oboki na obeh straneh. Giulio Parigi je zmagal; delo na severni strani se je začelo leta 1618, na južni strani leta 1631 pa je delal Alfonso Parigi. V 18. stoletju je arhitekt Giuseppe Ruggeri zgradil dve pravokotni krili, da bi okrepil in poudaril razširitev via Romane, ki ustvarja trg pred fasado, prototip dvorišča, ki je bil kopiran v Franciji. Sporadični manjši dodatki in spremembe so bili opravljeni že več let po drugih vladarjih in arhitektih.
Na eni strani vrtov je čudno grotto zasnoval Bernardo Buontalenti. Spodnjo fasado je začel Vasari, vendar je arhitektura zgornjega nadstropja okrašena s "kapljanjem" plavajočih stalaktitov z grbom Medičejcev v središču. Notranjost je podobno uravnotežena med arhitekturo in naravo; prva soba ima kopije štirih nedokončanih Michelangelovih sužnjev, ki stojijo na vogalih, ki se zdijo, da nosijo oboke z odprtimi okulusi v središču in naslikan rustikalni gozd z živalmi, figurami in vegetacijo. Figure, živali in drevesa, izdelana iz štukature in grobega plovca, krasijo spodnje stene. Kratek prehod vodi do majhne druge sobe in do tretje, ki ima vodnjak z Giambolognovo Venero v središču bazena in se plazi po ramah štirih satirov, ki pljuvajo curke vode proti njej z roba. 

### Rodbina Lotarinška in Savojci
Palača je ostala glavna rezidenca Medičejcev dokler ni zadnji moški dedič umrl leta 1737. Nato jo je na kratko zasedla njegova sestra, starejša elektorka Palatinata, Anna Maria Luisa de' Medici; po njeni smrti je dinastija Medičejcev izumrla, palača pa prešla na nove velike vojvode Toskane, avstrijsko hišo Lotarinško, v osebi Franca I., svetega rimskega cesarja . Avstrijski najem je na kratko prekinil Napoleon, ki je palačo uporabljal v času svojega nadzora nad Italijo .
Ko je Toskana leta 1860 prešla iz rok Lotaringov v roke Savojcev, je bila vključena tudi palača Pitti. Po Risorgimentu, ko so bile Firence kratko prestolnica Kraljevine Italije, je Viktor Emmnuel II. prebival v palači do leta 1871. Njegov vnuk, Viktor Emanuel III., je palačo leta 1919 predal narodu. Palačo in druge stavbe v vrtovih Boboli so bile nato razdeljene v pet ločenih umetniških galerij in muzejev, ki ne vsebujejo zgolj številnih prvotnih vsebin, temveč tudi neprecenljive predmete iz številnih drugih zbirk, ki jih je pridobila država. 140 prostorov, odprtih za javnost, je del notranjosti, ki je v večji meri kasnejši izdelek kot prvotni del strukture, večinoma ustvarjen v dveh fazah, ena v 17. stoletju in druga v začetku 18. stoletja. Nekateri deli prejšnje notranjosti ostajajo, še vedno pa so dodatki, kot je prestolna soba. Leta 2005 je presenečenje ob odkritju pozabljenih kopalnic iz 18. stoletja v palačah pokazalo izjemne primere sodobne vodovodne inštalacije, ki so v slogu zelo podobne kopalnicam 21. stoletja .

## Palatinska galerija
Palatinska galerija, glavna galerija palače Pitti, vsebuje velik ansambel več kot 500 pretežno renesančnih slik, ki so bile nekoč del zasebne zbirke Medičejcev in njihovih naslednikov. Galerijo, ki se preliva v kraljevske apartmaje, vsebuje dela Rafaela, Tiziana, Perugina (Objokovanje mrtvega Kristusa), Correggia, Petra Paula Rubensa in Pietra da Cortone.  Značaj galerije je še vedno zasebna zbirka, umetniška dela pa so prikazana in visijo tako, kot bi bila v velikih prostorih, za katere so bila namenjena, ne pa po kronološkem zaporedju ali urejena po šolah umetnost.
Najboljše sobe je v visokem baročnem slogu okrasil Pietro da Cortona. Na začetku je Cortona poslikal majhno sobo na piano nobile, imenovano Sala della Stufa, s serijo, ki je prikazovala štiri človeške časti, kar je bilo zelo dobro sprejeto; Zlata leta in Srebrna leta so bila naslikana leta 1637, leta 1641 pa Bronasta leta in Železna leta. Veljajo za njegove mojstrovine. Pozneje je bil pozvan da osveži velike sprejemne sobe, komplet petih sob na sprednji strani palače. V teh petih Planetarnih sobah hierarhično zaporedje božanstev temelji na ptolemajski kozmologiji; Venera, Apolon, Mars, Jupiter (Medičejska prestolna soba) in Saturn, toda ne Merkur in Luna, ki bi morala priti pred Venero. Te zelo bogate strope s freskami in štukom v bistvu častijo linijo Medičejcev in njihovega dobrodelnega vodstva. Cortona je leta 1647 zapustil Firence, njegov učenec in sodelavec Ciro Ferri pa je cikel končal do 16. stoletja. Morda so navdihnili poznejše prostore Planetarnih sob v Versaillesu Ludvika XIV., ki jih je zasnoval Charles Le Brun.
Zbirka je bila prvič odprta za javnost v poznem 18. stoletju, čeprav je precej nenavadno s strani velikega vojvode Leopolda, prvega prosvetljenega vladarja Toskane, ki si je želel pridobiti popularnost.

### Sobe Palatinske galerije[16]
Palatinska galerija ima 28 sob, med njimi:
- Castagnolijeva soba: poimenovana po slikarju stropnih fresk. V tej sobi so izpostavljeni portreti vladajočih družin Mediči in Lotarinških ter Tabla muzejev, mojstrsko delo mize (kamnita intarzija), ki jo je ustvaril Opificio delle Pietre Dure med letoma 1837 in 1851.
- Soba Arkja: vsebuje sliko Giovan Battista Caracciolo (17. stoletje). Leta 1816 je Luigi Ademollo poslikal strop s fresko Noe vstopi v Jeruzalem z Arko.
- Soba Psihe: je bila poimenovana po stropnih freskah Giuseppa Collignona; vsebuje slike Salvatorja Rosa od 1640-1650.
- Poccettjeva dvorana: freske v oboku so bile nekoč pripisane Bernardinu Poccettiju, zdaj pa jih pripisujejo Matteu Rosselliju. V središču dvorane je miza (1716), ki jo je naročil Cosimo III. V dvorani so tudi dela Rubensa in Pontorma.
- Prometejeva soba: imenovana je po temi freske Giuseppa Collignona (19. stoletje) in vsebuje veliko zbirko slik okroglih oblik: med njimi je Marija z otrokom Filippina Lippija (15. stoletje), dva Botticellijeva portreta in slike Pontorma in Domenica Beccafumija.
- Soba pravičnosti: strop ima fresko Antonia Fedija (1771-1843) in prikazuje portrete (16. stoletje), ki so jih naslikali Tizian, Tintoretto in Paolo Veronese.
- Odisejeva soba: freske je leta 1815 izdelal Gaspare Martellini, vsebuje zgodnja dela Filippina Lippija in Rafaela.
- Soba Iliade: vsebuje dela Andrea del Sarto: Marija družine Panciatichi in Passerinijeva Marija (1522-1523 in 1526) in slike Artemisie Gentilescha (17. stoletje).
- Saturnova soba: vsebuje Portret Agnolo Doni (1506), Marija na prestolu (1516) in Portret kardinala Inghiramija (1516), delo Rafaela; vsebuje tudi Oznanjenje (1528) Andrea del Sarta, Jezus in evangelisti (1516) delo Bartolomea.
- Jupitrova soba: vsebuje Dama s tačico, slavni Rafaelov portret (1516), ki po mnenju Vasarija predstavlja žensko, ki jo je ljubil umetnik. Med ostalimi deli v sobi so slike Rubensa, Andrea del Sarta in Perugina.
- Marsova soba: značilna dela Rubensa: alegorije, ki predstavljajo Posledice vojne (torej ime sobe) in Štirje filozofi (med njimi se je Rubens prikazal na levi strani). Na obokih je freska Pietra da Cortona, Triumf Medičejcev.
- Apolonova soba: vsebuje Il Rossovo Marija s svetniki (1522), ki izvira iz cerkve sv. Duha in dve Tizianovi sliki: Magdalena in Portret angleškega plemiča (med letoma 1530 in 1540).
- Venerina soba: vsebuje Canonove Venera Italica (1810), ki jo je naročil Napoleon. Na stenah so pokrajine (1640-50) Salvatora Rosa in štiri Tizianove slike, 1510-1545, med njimi je Portret papeža Julija II. (1545) in La Bella (1535).
- Bela dvorana: ena od plesnih dvoran v palači ima značilno belo dekoracijo in se pogosto uporablja za občasne razstave.

Kraljevi apartmaji obsegajo 14 sob. Njihova dekoracija je bila spremenjena v slogu empir po naročilu Savojcev, vendar še vedno obstajajo nekatere sobe, ki imajo okrasje in pohištvo iz obdobja Medičejcev.
Zeleno sobo je v začetku 19. stoletja poslikal Giuseppe Castagnoli. V njej je kabinet z intarzijo iz 17. stoletja in zbirka pozlačenih brona. Prestolna soba je bila okrašena za kralja Viktorja Emanuela II. Savojskega in je značilna po rdečem brokatu na stenah ter japonskih in kitajskih vazah (17.-18. stoletje).
Modra soba vsebuje zbrano pohištvo (17.-18. Stoletje) in portrete članov družine Medici, ki jih je zasnoval Justus Sustermans (1597-1681).

## Druge galerije

### Kraljevi apartmaji
To je suita 14 sob, ki jih je prej uporabljala družina Medici in njihovi nasledniki. Te sobe so bile v veliki meri spremenjene, nazadnje v 19. stoletju. Vsebujejo zbirko portretov Medičejcevi, od katerih je mnoge izdelal umetnik Giusto Sustermans. [18] Nekateri od teh prostorov so veliko manjši in bolj intimni. Kralji Italije so nazadnje uporabljali Palazzo Pitti leta 1920 . Takrat je že bila spremenjena v muzej, vendar je bila suita (zdaj Galerija moderne umetnosti) rezervirana za uradne obiske v Firencah.

### Galerija moderne umetnosti
Ta galerija izhaja iz preureditve florentinske akademije leta 1748, ko je bila ustanovljena galerija moderne umetnosti . Namen galerije je bila razstava umetniških del nagrajencev na tekmovanjih akademije. Palazzo Pitti so v tem času v veliki meri preuredili in izbrali nove umetniške predmete za okrasitev novo urejenih salonov. Do sredine 19. stoletja so tako številne slike sodobne umetnosti Velike vojvodine, ki so bile mnoge prenesene v Palazzo della Crocetta, postale prvi dom novoustanovljenega »Muzeja moderne umetnosti«.
Po Risorgimentu in izgonu družine velikih vojvod iz palače so se vsa sodobna umetniška dela združila pod eno streho v novem naslovu »Moderna galerija Akademije«. Zbirka se je še širila, zlasti pod pokroviteljstvom Vittoria Emanuela II. Vendar pa se je šele leta 1922 ta galerija preselila v Palazzo Pitti, kjer so jo dopolnjevala nadaljnja sodobna umetniška dela v lasti države in občine Firence. Zbirka je bila nameščena v apartmajih, ki so jih zapustili člani italijanske kraljeve družine . Galerija je bila prvič odprta za ogled v javnosti leta 1928.
Danes galerija obsega več kot 30 sob. Zbirka vključuje dela umetnikov gibanja Macchiaioli in drugih sodobnih italijanskih šol v poznem 19. in začetku 20. stoletja . Slike umetnikov Macchiaioli so posebno poudarjene, saj je bila to šola toskanskih slikarjev iz 19. stoletja, ki jo je vodil Giovanni Fattori, zgodnji pionirji in ustanovitelji impresionističnega gibanja . Naslov "galerija moderne umetnosti" se nekaterim morda zdi nepravilen, saj umetnost v galeriji pokriva obdobje od 18. do začetka 20. stoletja. V zbirki ni vključenih nobenih primerov kasnejše umetnosti, saj se v Italiji "moderna umetnost" nanaša na obdobje pred drugo svetovno vojno; sledila je splošno znana kot "sodobna umetnost" (arte contemporanea). V Toskani je to umetnost mogoče najti na Centro per l'arte contemporanea Luigi Pecci pri Pratu, mestu, ki je od Firenc oddaljeno približno 15 km.

### Muzej srebra
Muzej srebra, ki ga včasih imenujemo »Medičejska zakladnica«, vsebuje neprecenljivo zbirko srebra, kamej in gem, mnoge iz zbirke Lorenza de 'Medici, vključno z njegovo zbirko starodavnih vaz, mnoge z občutljivimi srebrnimi podstavki, ki so bili dodani za potrebe prikazovanja v 15. stoletju. Te sobe, nekdaj del zasebnih kraljevih apartmajev, so okrašene s freskami iz 17. stoletja, najbolj čudovite delo Giovanni da San Giovannija, od 1635 do 1636. Muzej srebra vsebuje tudi fino zbirko nemških zlatih in srebrnih predmetov, ki jih je kupil Veliki vojvoda Ferdinand po vrnitvi iz izgnanstva leta 1815 po francoski okupaciji. 

### Muzej porcelana
Ta muzej se je prvič odprl leta 1973 v igralnici Casino del Cavaliere v vrtovih Boboli. Porcelan je iz številnih najpomembnejših evropskih porcelanskih tovarn, Sèvres in Meissen blizu Dresdna sta dobro zastopana. Mnogi predmeti v zbirki so bili darila florentinskim vladarjem drugih evropskih suverenov, medtem ko so nekatera dela posebej naročili na dvoru Velikga vojvodstva. Posebej je treba opozoriti na nekaj večjih kompletov servisa tovarne Vincennes, pozneje preimenovane v Sèvres in zbirko majhnih keksnih figuric.

### Galerija oblačil
Je v krilu imenovanem "Palazzina della Meridiana". V tej galeriji je zbirka gledaliških kostumov od 16. stoletja do danes. To je tudi edini muzej v Italiji, ki podrobno opisuje zgodovino italijanske mode. [26] Ena od novejših zbirk, ki jo je leta 1983 ustanovil Kirsten Aschengreen Piacenti; suita štirinajstih sob, apartmaji Meridiana, so bili zaključeni leta 1858.
Poleg gledaliških kostumov, galerija prikazuje oblačila, ki so se nosila med 18. stoletjem in danes. Nekateri eksponati so edinstveni za Palazzo Pitti; med njimi so pogrebna obleka velikega vojvode Cosima I. de 'Medici iz 16. stoletja in njegove žene Eleonore iz Toleda in njihovega sina Garzia, ki sta umrla zaradi malarije. V galeriji je tudi zbirka nakita iz sredine 20. stoletja. 

### Muzej kočij
V tem pritličnem muzeju so kočije in druga prevozna sredstva, ki jih je uporabljal dvor predvsem v poznem 18. in 19. stoletju. Nekateri vozovi so zelo okrašeni, krasijo jih ne samo z zlatom, ampak tudi s poslikanimi pokrajinami. Tiste, ki se uporabljajo ob posebnih priložnostih, kot je "Carrozza d'Oro" (zlata kočija), so označene s pozlačenimi kronami, da bi označili položaj potnikov v kočiji.

## Palača danes
Danes je palača je v rokah italijanske države preko "Polo Museale Fiorentino", institucije, ki upravlja dvajset muzejev, vključno galerijo Uffizi in je odgovorna za 250.000 katalogiziranih umetniških del . Kljub svoji preobrazbi iz kraljevega prebivališča v javno stavbo v državni lasti, palača, ki stoji na svoji lokaciji s pogledom na Firence, še vedno ohranja zrak in vzdušje zasebne zbirke v veliki hiši. To je v veliki meri posledica Amici di Palazzo Pitti, organizacije prostovoljcev in pokroviteljev, ustanovljene leta 1996, ki zbira sredstva in daje predloge za tekoče vzdrževanje palače in zbirk in za nenehno izboljševanje njihovega vizualnega prikaza. 

## Druga literatura
- Gurrieri, Francesco; Patrizia Fabbri, (photography Stefano Giraldi) (1996). Palaces of Florence. Rizzoli. str. 66–77.